# Dār Bādām-e ‘Olyā
Dār Bādām-e ‘Olyā (persiska: دار بادام علیا, Dār Bādām) är en ort i Iran.   Den ligger i provinsen Kermanshah, i den västra delen av landet, 500 km väster om huvudstaden Teheran. Dār Bādām-e ‘Olyā ligger 1 675 meter över havet och antalet invånare är 342.
Terrängen runt Dār Bādām-e ‘Olyā är lite kuperad. Runt Dār Bādām-e ‘Olyā är det ganska glesbefolkat, med 39 invånare per kvadratkilometer. Närmaste större samhälle är Eslāmābād-e Gharb, 14,8 km nordost om Dār Bādām-e ‘Olyā. Omgivningarna runt Dār Bādām-e ‘Olyā är i huvudsak ett öppet busklandskap.